# Jakob Dubs
Jakob Dubs (ur. 26 czerwca 1822 w Affoltern am Albis, zm. 13 stycznia 1879 w  Lozannie) – polityk szwajcarski. W 1855 był członkiem, w 1857 prezydentem sądu związkowego, prezydentem konfederacji trzykrotnie (1864, 1868 i 1870). Ogłosił: "Die schwelreriche Demokratiein ihrer Fortenwickelung" (1868).